# Bangana gedrosicus
Bangana gedrosicus (лат.) — вид пресноводных лучепёрых рыб семейства карповых. Описан в 1912 году как Labeo gedrosicus. Эндемик Пакистана, известный только по бассейну реки Машкел в Белуджистане.

## Систематика
Вид описан в 1912 году Эрихом Цугмайером как Labeo gedrosicus. В 1949 году в «Трудах Зоологического института Академии наук СССР» Л. С. Берг классифицировал его как Tylognathus gedrosieus, но в основном до начала 2000-х годов вид фигурировал в литературе как Labeo gedrosicus. В публикациях с конца первого десятилетия XXI века рассматривается как принадлежащий к роду Bangana.

## Внешний вид
Максимальная полная длина тела 25 см. Длина головы менее 20 % от общей длины тела. Тело удлинённое, цилиндрическое. Чешуи среднего размера; в боковой линии 43 чешуи, между боковой линией и брюшными плавниками 7½ чешуй. Грудные плавники приблизительно одной длины с головой, продолжаются до начала брюшных плавников. Спинной плавник начинается над кончиками боковых плавников, значительно выдвинут вперёд относительно брюшных плавников. Хвостовой плавник раздвоенный, с глубоким вырезом, одинаковой высоты с телом.
Рыло выдаётся за линию рта, усеяно порами. Поперёк рыла проходит борозда. Рот средних размеров. На нижней губе бахрома. На верхней челюсти одна пара усиков, спрятанных в боковых бороздках. Глаза маленькие, диаметром в 7—8 раз меньше длины головы, не видны при взгляде снизу.
Цвет тела в естественных условиях серовато-бурый, на спине синеватый. На предкрышечной кости золотое пятно. Плавники бледные, передняя каёмка хвостового плавника чёрная.
Bangana gedrosicus внешне схожа с близкородственным видом B. diplostoma, но отличается меньшим размером глаз, наличием срединной складки на нижней губе и наличием бахромы только на нижней губе, а также положением спинного плавника (на равном расстоянии от рыла и основания анального плавника).

## Распространение
Bangana gedrosicus — пресноводная бентопелагическая рыба, эндемичная для Пакистана и известная только по бассейну реки Машкел в Белуджистане.
Данный вид не включён в Красную книгу и не имеет охранного статуса.